# 瀬戸内海交通

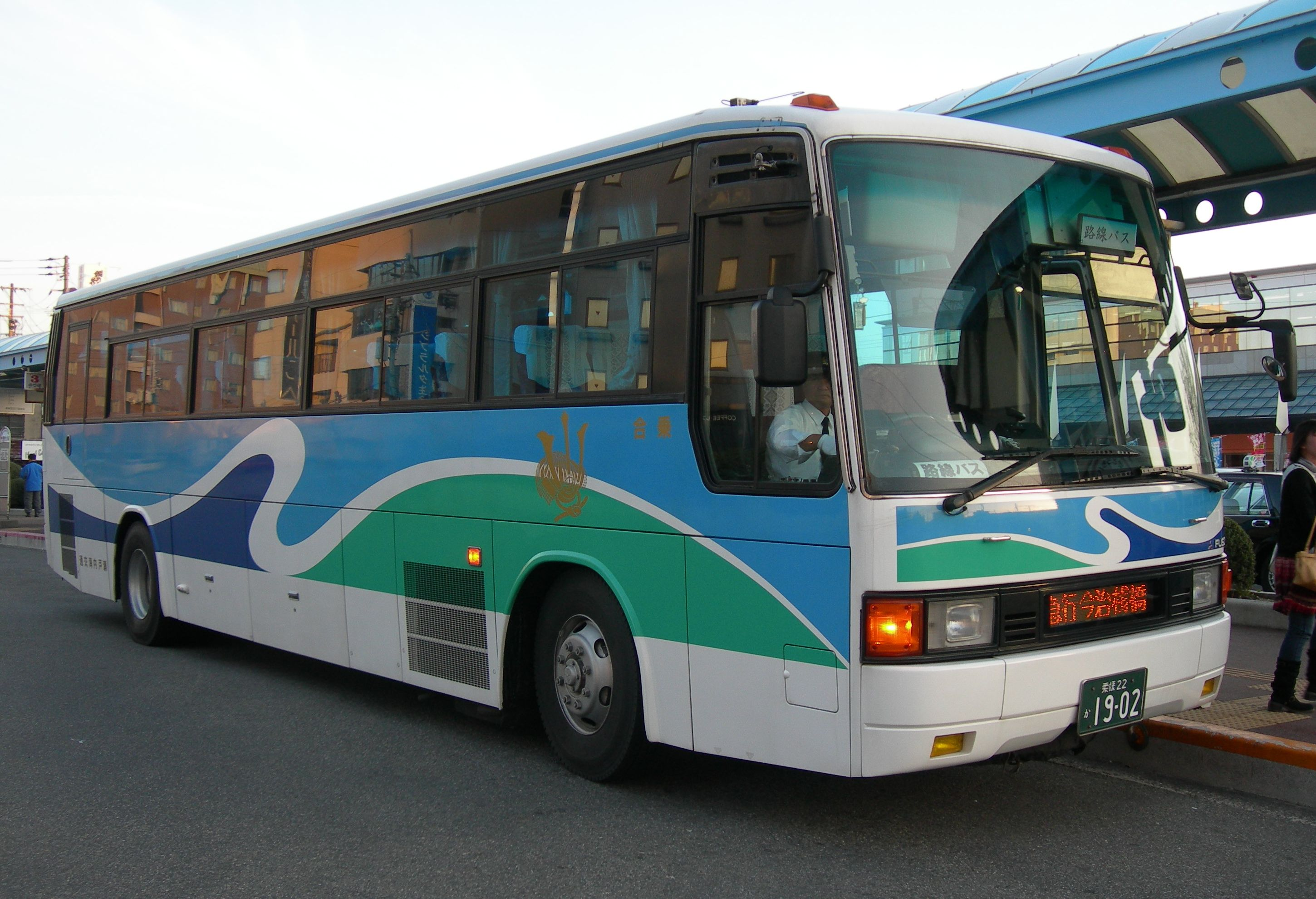
直通急行バスの車両
（三菱ふそう・初代エアロバス。廃車済）

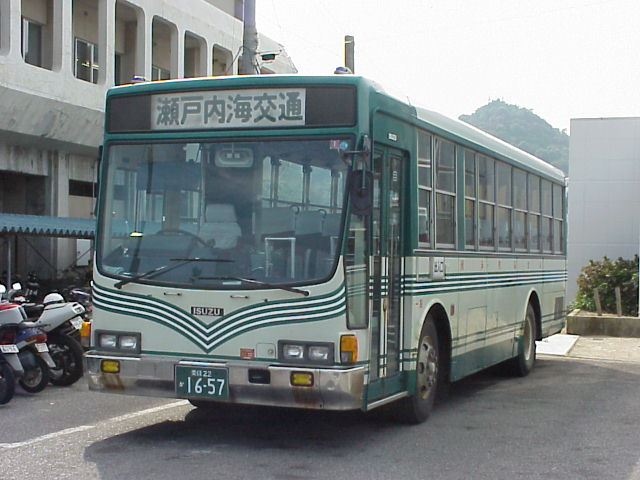
一般路線車。主に島内ローカル路線で使用
（いすゞ・キュービック。廃車済）

瀬戸内海交通株式会社（せとないかいこうつう）とは、愛媛県今治市に本社を置くバス事業者。愛媛県の大三島、伯方島、大島の3島に路線を有し、各島内の一般路線バスによるローカル輸送のほか、今治桟橋、今治駅 - 大三島間の急行バスを運行する。

## 沿革
- 1957年 - 瀬戸内運輸などの出資により、大三島観光交通株式会社として設立[1]。今治市からも出資を受けたため、当時としては珍しい第三セクター方式での設立となった。
- 1958年 - 大三島でバスの運行を開始。
- 1961年 - 大島でバスの運行を開始。一般貸切旅客自動車運送事業免許を取得、大三島営業所で貸切バス事業開始。
- 1964年 - 瀬戸内海交通株式会社へ社名変更。
- 1976年 - 伯方島内でバス運行開始。
- 1979年 - 大三島橋の開通により、大三島 - 伯方島間の直通バスを運行開始。
- 1981年 - 大島営業所で貸切バス事業を開始。
- 1988年 - 伯方・大島大橋の開通により、大三島 - 伯方島 - 大島間の直通バスを運行開始。
- 1999年 - しまなみ海道の一部開通により、今治 - 大三島間の直通急行バスの運行開始。なお2006年の大島島内の自動車専用道路開通後も大島北IC - 大島南IC間は一般国道317号経由で運行。
- 2013年 - 協和汽船の航路休止に伴い、今治 - 下田水港 - 大島営業所間の直通急行バスを運行開始（ただし後年廃止）。
- 2021年 - 公式ウェブサイトを開設。伯方営業所を伯方町伊方（旧今治市北消防署別館2階）へ移転。

## 営業所（車庫）所在地
- 大三島営業所
  - 愛媛県今治市大三島町宮浦5709番地
- 伯方営業所
  - 愛媛県今治市伯方町伊方甲1773番地1
- 大島営業所
  - 愛媛県今治市宮窪町宮窪2931番地1

## 路線

### 大三島
以下の2路線が運行されている。この2路線は宮浦港で乗り換えできるようになっており、便によっては直通運転するものもあるが、これらの路線と松山市駅・今治桟橋 - 大三島線との接続は考慮されていない。
- 宮浦港 - 野々江 - ところミュージアム - 宗方港
  - 全便が宗方港で大三島ブルーラインの今治 - 木江・大三島・岡村航路、ならびに今治市営渡船のせきぜん渡船のいずれかに接続しているが、運行状況次第では接続しないこともある。
- 宮浦港 - 肥海（ひがい）

### 伯方島
- 伯方島BS（バスストップ） - 有津（あろうづ） - 伯方高校 - 木浦 - 木浦港 - 木浦 - 伯方小学校 - 森 - 伊方保育園 - 伯方島BS
  - 島内を循環する形態で運行される。伯方島BSで今治桟橋 - 大三島線に接続するダイヤが組まれている。
  - 以前は木浦港を起終点としていたが、営業所移転に伴い伯方島BS起終点に変更された。
  - 木浦港では時間調整停車が行われる。停車時間は便によって変わり、1分程度の短時間のものから最大29分に及ぶものもある。

### 大島
- 下田水港 - 亀山 - 吉海支所前 - （大島BS） - 石文化公園 - 宮窪（営業所） - 村上水軍博物館 - 友浦
- 宮窪（営業所） - 早川
  - 下田水港 - 友浦線は宮窪で宮窪 - 早川線に接続する。中には下田水港発亀山行き・亀山発友浦行きの区間便を乗り継ぐ形態で運行されているものもある。
  - 宮窪 - 早川線は2020年頃までは下田水港 - 友浦線と同じく下田水港から運行されていたが、運行形態の整理に伴って宮窪発に短縮されている。

### 急行・特急バス
今治北IC - 大島南IC間・大島北IC - 大三島IC間はしまなみ海道を経由するためシートベルト付きの車両で運行され、座席定員制となっている。このため満席時は乗車できない。

#### 急行便
- 急行 大三島 - 今治桟橋
  - 宮浦港 - 大山祇神社 - 井口港 - 大三島BS - 上浦BS - 伯方島BS - （伯方小学校） - 石文化公園 - 吉海支所前 - 亀山 - 馬島 - 今治県病院 - 今治駅前 - 今治バスセンター - 今治桟橋 - 済生会今治病院
  - 上り便のうち1本は伯方小学校発済生会今治病院行きとなり、下り便のうち1本は済生会今治病院発伯方小学校経由宮浦港行きとして運転される（土休日運休）。

#### 特急便
松山市駅 - 今治桟橋 - 宮浦港間に1日3往復が運行され、瀬戸内運輸が運行を担当する。詳細は当該項を参照。

### 廃止路線
大三島－広島方面
- 瀬戸田 - 宮浦港
  - 本四バス開発と共同運行により、1999年5月より1日6往復で運行を開始した[2]。10人程度の採算ラインに対し乗客は1便平均2.6人に留まり、利用者数が低迷し同年11月1日で廃止となった[2]。専用のハイデッカー車を導入していた。専用車両は今治線に転用された。
- 宮浦港 - 盛港 - 忠海港 - 三原市（広島県）
  - 瀬戸田線と同様に開業当初から不振で廃止。なおこの路線は全国的にも珍しく、盛港 - 忠海港（広島県竹原市）間はバス自体をフェリーに積み込み運行していた。

大島島内路線
- 下田水港 - 椋名 - 亀山 - 吉海支所前 - 泊 - 田浦[3]
  - 2022年4月1日からおおしまタクシーが運行する乗合タクシーに転換されている[4][5]。

伯方島島内路線
- 木浦港 - 瀬戸浜循環 - 木浦港（北回り・南回り）

大三島島内路線
予約制乗合サービス「チョイソコおおみしま」に転換されている。
- 宮浦港 - 肥海 - 盛港
- 宮浦港 - 森側 - 盛港
- 宮浦港 - 井口港 - 大三島BS - 瀬戸 - 出走（ではしり）[7]

大島・伯方島・大三島直通路線
- 宮浦港 - 大三島BS - 伯方島BS - 下田水港
  - この路線は1988年の伯方・大島大橋開通後に開設されて以来、約20年にわたり運行されてきたが、1999年の来島海峡大橋開通で開設された大三島 - 今治線に客足が流れ利用者が激減。減便を繰り返しつつ路線維持してきたが、輸送旅客数の増加が見込めず、国・愛媛県・今治市から補助金を受けられる基準を満たす可能性が低くなったことから、2007年9月末をもって廃止された。
- 木浦港 - 下田水港

急行便
- 宮窪（営業所）  - 平原 - 石文化運動公園 - 吉海支所前 - 亀山 - （下田水港） - 馬島 - 今治県病院 - 今治駅前 - 今治バスセンター - 今治桟橋
  - 下田水港を経由しない便も運行されていた。

## 車両
いすゞ・三菱ふそうの2メーカーを使用している。
- 2000年代初頭までは、大島・伯方島・大三島直通路線の車両が運用の中心を占めていたことから、一般路線車もこれらの車両と装備を共通化させたトップドアにハイバックシートのハイグレード仕様車を採用することが多く、また四国では少数派の西日本車体工業（西工）製車体を積極的に導入していた。これらの車両は経年のためほとんどが引退し、2024年時点では主に各島内のローカル路線に使用されている。
- 大三島 - 今治線では、基本的にトイレ無しの高速バスタイプのふそう車が使用されるが、ハイグレード仕様のエアロスターも使用される。
- 路線タイプの大型バスや中型バスは各島内のローカル便で使われている。中型バスはワンステップバスが主力である。
- マイクロバスの三菱ふそう・ローザが1台だけ在籍しており、大島営業所に配置されている。
- 2017年には一般路線車カラーを纏ったバスが阪神バスより中古導入され、それ以降は今治 - 大三島線用に東急バスから移籍したワンロマ車両や、島内路線用に国際興業バスからの移籍車も導入されている。また高速バスタイプのふそう車の一部には、阪神バスや親会社の瀬戸内運輸から移籍してきたものもある。